# Banu Abs
 (août 2024).
 (août 2024).
Si vous disposez d'ouvrages ou d'articles de référence ou si vous connaissez des sites web de qualité traitant du thème abordé ici, merci de compléter l'article en donnant les références utiles à sa vérifiabilité et en les liant à la section « Notes et références ».

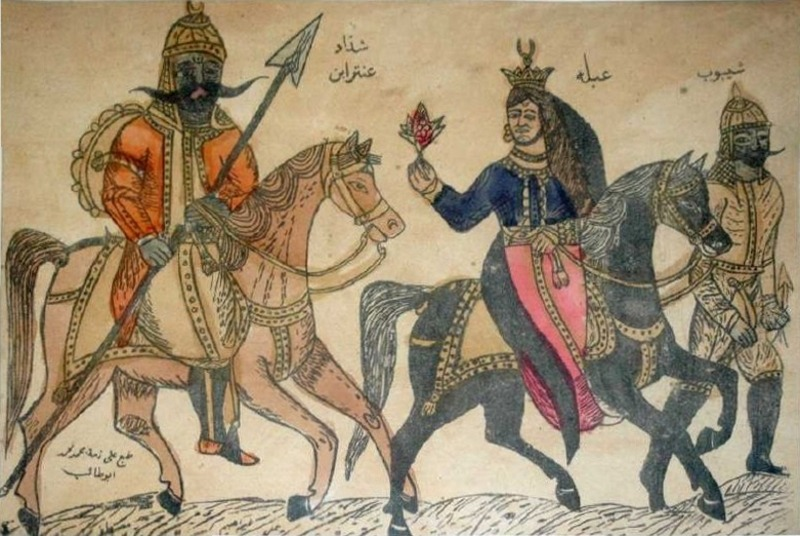
Le héros et poète arabe Antarah ibn Shaddad (à gauche).

Les Banu Abs sont une tribu de bédouins d'Arabie centrale, dont est originaire Antar Ibn Shadad, le grand poète et guerrier arabe de l'époque préislamique. Le nom de la tribu fait référence à Adnan, ancêtre traditionnel des Arabes du nord.

## Histoire
Les Banu Abs sont apparus il y a presque 2 000 ans[Quand ?]. Ils appartenaient au clan des Banu Ghatafan et vivaient autour de Yathrib, dans le Hejaz moderne, une zone appelée aujourd'hui Hurrat Bani Rasheed.
Khaled bin Sinan (en) a pour origine la tribu de Banu Abs, il s'agit de « Khalid bin Sinan bin Ghaith bin Marita bin Makhzum », il aurait vécu à une époque située entre Jésus et Mahomet. Son mausolée est situé dans la ville de Sidi Khaled dans l'actuelle Algérie.